# Cooperativa de Transportes de Marruecos
COOPERATIVA TRANSPORTES MARRUECOS conocida comúnmente como la CTM es una empresa de autobuses fundada en Melilla en 1936 como cooperativa. En 1957 se trasladó al Campo de Gibraltar, coincidiendo con la pérdida de líneas tras la independencia de Marruecos y la creación de los servicios urbanos de autobuses de Algeciras y La Línea de la Concepción. Desde 2008 formó parte del Grupo Ruiz.
Sus oficinas centrales se encuentran en el polígono Cortijo Real en Algeciras. Se encarga del transporte urbano de Algeciras, y Los Barrios. Además, ofrece servicios discrecionales y de transporte entre los municipios del Campo de Gibraltar y los polígonos industriales de la zona.